# Szociálliberalizmus
A szociálliberalizmus vagy reformliberalizmus politikai ideológia, mely a liberalizmus egyik ágaként a 19. század végén keletkezett, majd 1945 után vált elterjedtté a nyugati világon belül. Az irányzat a politikai centrumhoz vagy a balközéphez sorolható; sajátossága, hogy a politikai és szabadságjogok mellett kiemelt hangsúlyt helyez a gazdasági és társadalmi kérdésekre, akárcsak a szegénység orvoslására, az egészségügyre és az oktatásra. Az ideológia az Egyesült Államokban és Európában mai napig meghatározónak számít, jóllehet olyan alternatívái is megjelentek, mint a neokonzervativizmus és a neoliberalizmus.
Általában véve a szociálliberálisok támogatják a szabadkereskedelmet és a piacgazdaságot, melynek keretében úgy vélik, a legalapvetőbb szükségletek mindenki számára biztosíthatóak. Érvrendszerük szerint, ahogy azt többek között John Dewey és Mortimer Adler kifejtette, miután a társadalom az egyénre épül, mindenkinek hozzá kell férnie az alapvető szükségletekhez, mint a kiképzés, a gazdasági lehetőségek, illetve a védelem a személy befolyásán kívül eső makroesemények okozta kártól. A szociálliberálisok az ilyen szükségleteket jogoknak tekintik. A pozitív jog ezen koncepciója alapvetően különbözik a gazdasági liberálisok negatív jogától. Mindezeket a jogokat a politikai közösségnek kell biztosítania a közoktatás, közegészségügy, infrastruktúra és szociális biztonság által.
Kulturális ügyekben rendszerint progresszív nézeteket vallanak.

## Kialakulása

### Az Egyesült Királyságban
A 19. század végére a klasszikus liberalizmus ideológiáját a Thomas E. Greent, Leonard Houbhouse-t, és John A. Hobstont is magába foglaló New Liberals („újliberális”) mozgalom elkezdte bírálni, és az állam a gazdaságban és a közéletben való szerepe megnöveléseért agitált. Úgy vélték, a mélyszegénység és a kedvezőtlen életviteli körülmények ellehetetlentítik az egyéni individualitás kibontakozását és csorbítják a szabadságot. E problémák megoldását a jóléti állam megerősítésében látták, így ők biztosították a szociálliberalizmus intellektuális hátterét az Egyesült Királyságban.
A szociálliberalizmust szintén ihlették Jeremy Bentham és John Stuart Mill utilitárius nézetei.

## Pártok
- Magyarország: Demokratikus Koalíció, Együtt – a Korszakváltók Pártja
- Demokrata Párt (USA)